# Колоко, Кристиан
Кристиан Джуниор Колоко (фр. Christian Junior Koloko; род. 20 июня 2000, Дуала) — камерунский баскетболист клуба НБА «Лос-Анджелес Лейкерс».

## Ранние годы
Колоко родом из Дуалы и учился в колледже Либерманн. Он рос, играя в футбол, и начал играть в баскетбол в возрасте 12 лет. В 2017 году Колоко переехал в США, чтобы играть в баскетбол за среднюю школу Бирмингема в районе Озеро Бальбоа, штат Калифорния, будучи учеником третьего курса, несмотря на то, что поначалу не говорил по-английски. В последний год обучения он перевёлся в школу Сьерра-Каньон в районе Чатсуорт, штат Калифорния, где играл в одной команде с Кассиусом Стэнли, Кеньоном Мартином-младшим и Скотти Пиппеном-младшим. Колоко помог своей команде завоевать второй подряд титул чемпиона штата в Открытом дивизионе. Будучи четырехзвёздочным новобранцем, он решил играть в баскетбол за «Аризону», отклонив предложения от «Калифорнии», «Нортвестерна», «Вандербильта», «Гарварда» и «Принстона».

## Карьера в колледже
Будучи новичком в «Аризоне», Колоко в среднем набирал 2,3 очка и делал 2,4 подбора за игру. Во втором сезоне он набирал в среднем 5,3 очка и делал 4,8 подбора за игру. 21 ноября 2021 года Колоко набрал рекордные в карьере 22 очка, 7 подборов и 4 блок-шота в победной игре против «Мичигана» (80:62), занимающего четвертое место. В третьем сезоне был признан Лучшим оборонительным игроком конференции Pac-12, самым прогрессирующим игроком конференции и попал в первую сборную конференции.
18 апреля 2022 года Колоко подал заявку на участие на драфте НБА 2022 года, отказавшись от оставшегося права на поступление в колледж.

## Профессиональная карьера

### «Торонто Рэпторс» (2022—2024)
Колоко был выбран под общим 33-м номером на драфте НБА 2022 года командой «Торонто Рэпторс». 26 августа 2022 года Колоко подписал контракт новичка с «Рэпторс». Будучи новичком, он принял участие в 58 играх, набирая в среднем 3,1 очка, 2,9 подбора, один блок-шот и 13,8 минут за игру.
В апреле 2023 года у него развилась проблема со здоровьем из-за тромба, из-за которой он пропустил половину сезона. 17 января 2024 года Колоко был отчислен из «Рэпторс», поскольку ему не разрешили играть, а команда искала место в составе после обмена Паскаля Сиакама. Днём позже он был включен в комиссию НБА по пригодности к игре из-за серьезности проблемы со тромбом, что означает, что ни одна команда не может требовать отказа от его подписания, пока он не получит медицинское разрешение на игру.

### «Лос-Анджелес Лейкерс» (2024—н.в.)
16 сентября 2024 года Колоко подписал двусторонний контракт с «Лос-Анджелес Лейкерс», хотя ему всё ещё нужно было пройти медицинское освидетельствование в НБА и подписать отказ от риска, чтобы вернуться в лигу. 29 октября он получил разрешение от комиссии по пригодности к игре НБА, чтобы начать тренироваться и вернуться к игре. 6 ноября он дебютировал за «Лейкерм» в игре против «Мемфис Гризлис», когда Энтони Дэвис был недоступен для игры, а Кристиан Вуд всё ещё восстанавливался после артроскопической операции на левом колене. 13 ноября у Джексона Хейза диагностировали растяжение левой лодыжки, что увеличило игровое время Колоко.

## Статистика

### Статистика в НБА
| Сезон                                                                                    | Команда | Регулярный сезон | Регулярный сезон | Регулярный сезон | Регулярный сезон | Регулярный сезон | Регулярный сезон | Регулярный сезон | Регулярный сезон | Регулярный сезон | Регулярный сезон | Регулярный сезон | Серия плей-офф | Серия плей-офф | Серия плей-офф | Серия плей-офф | Серия плей-офф | Серия плей-офф | Серия плей-офф | Серия плей-офф | Серия плей-офф | Серия плей-офф | Серия плей-офф |
| Сезон                                                                                    | Команда | GP               | GS               | MPG              | FG%              | 3P%              | FT%              | RPG              | APG              | SPG              | BPG              | PPG              | GP             | GS             | MPG            | FG%            | 3P%            | FT%            | RPG            | APG            | SPG            | BPG            | PPG            |
| ---------------------------------------------------------------------------------------- | ------- | ---------------- | ---------------- | ---------------- | ---------------- | ---------------- | ---------------- | ---------------- | ---------------- | ---------------- | ---------------- | ---------------- | -------------- | -------------- | -------------- | -------------- | -------------- | -------------- | -------------- | -------------- | -------------- | -------------- | -------------- |
| 2022/23                                                                                  | Торонто | 58               | 19               | 13,8             | 48,0             | 8,3              | 62,7             | 2,9              | 0,5              | 0,4              | 1,0              | 3,1              | Не участвовал  | Не участвовал  | Не участвовал  | Не участвовал  | Не участвовал  | Не участвовал  | Не участвовал  | Не участвовал  | Не участвовал  | Не участвовал  | Не участвовал  |
| 2024/25                                                                                  | Лейкерс | 37               | 0                | 9,2              | 60,6             | 0,0              | 71,4             | 2,5              | 0,5              | 0,2              | 0,4              | 2,4              | Не участвовал  | Не участвовал  | Не участвовал  | Не участвовал  | Не участвовал  | Не участвовал  | Не участвовал  | Не участвовал  | Не участвовал  | Не участвовал  | Не участвовал  |
|                                                                                          | Всего   | 95               | 19               | 12,0             | 51,9             | 6,3              | 64,4             | 2,8              | 0,5              | 0,4              | 0,8              | 2,9              | Не участвовал  | Не участвовал  | Не участвовал  | Не участвовал  | Не участвовал  | Не участвовал  | Не участвовал  | Не участвовал  | Не участвовал  | Не участвовал  | Не участвовал  |
| Наведите курсор мыши на аббревиатуры в заголовке таблицы, чтобы прочесть их расшифровку. |         |                  |                  |                  |                  |                  |                  |                  |                  |                  |                  |                  |                |                |                |                |                |                |                |                |                |                |                |

### Статистика в NCAA
| Сезон | Команда | Conf   | Class | GP | GS | MPG  | FG%  | 3P% | FT%  | RPG | APG | SPG | BPG | PPG  |
| --- | ------- | ------ | ----- | -- | -- | ---- | ---- | --- | ---- | --- | --- | --- | --- | ---- |
| 2019/20 | Аризона | Pac-12 | FR    | 28 | 0  | 8,3  | 48,3 | 0,0 | 35,0 | 2,4 | 0,2 | 0,3 | 0,9 | 2,3  |
| 2020/21 | Аризона | Pac-12 | SO    | 26 | 19 | 17,3 | 52,0 | 0,0 | 62,5 | 4,8 | 0,3 | 0,5 | 1,3 | 5,3  |
| 2021/22 | Аризона | Pac-12 | JR    | 37 | 37 | 25,4 | 63,5 | 0,0 | 73,5 | 7,3 | 1,4 | 0,8 | 2,8 | 12,6 |
| Всего | Всего   | Всего  | Всего | 91 | 56 | 17,9 | 59,0 | 0,0 | 67,0 | 5,1 | 0,7 | 0,5 | 1,8 | 7,3  |
| Наведите курсор мыши на аббревиатуры в заголовке таблицы, чтобы прочесть их расшифровку Статистика приведена с сайта sports-reference.com |         |        |       |    |    |      |      |     |      |     |     |     |     |      |